# 則本真樹
則本 真樹（のりもと まさき）は日本のゲームクリエイター。トライエース取締役企画部長。

## 略歴
当初は日本テレネットに所属。アシスタントを経てゲームデザイナーとして活動。
1995年、『テイルズ オブ ファンタジア』を共に開発していた五反田義治、初芝弘也らと共に独立、トライエースを設立する。以降は同社タイトルの殆どでゲームデザインを担当している。
『ヴァルキリープロファイル』では、独立後初めて自ら原案・シナリオを正式に務めた。旧公式サイトでは本人の手によるキャラクター座談会なども公開されていた（リニューアルに伴い消滅）。
愛称はマサキングで、『テイルズ オブ ファンタジア』、『スターオーシャン』のゲーム内にこの名前で出演しており、『テイルズ オブ ファンタジア』では主人公の決定前の仮名にもこの愛称が使われている。

## 作品
- 天舞LIMITED - マニュアル
- GULF WAR 蒼鋼伝 - 企画
- 緋王伝2 - 企画
- テイルズ オブ ファンタジア - ゲームデザイン、シナリオ[1]
- スターオーシャンシリーズ
  - スターオーシャン - ゲームデザイン
  - スターオーシャン セカンドストーリー - ゲームデザイン、企画ディレクション
  - スターオーシャン Till the End of Time - ゲームデザイン
  - スターオーシャン4 -THE LAST HOPE- - 原案、監修
  - スターオーシャン5 -Integrity and Faithlessness- - ゲームデザイン、監修
  - スターオーシャン6 THE DIVINE FORCE - クリエイティブディレクター
  - スターオーシャン:アナムネシス - ゲームデザイン
- ヴァルキリープロファイルシリーズ
  - ヴァルキリープロファイル - ゲームデザイン、シナリオ
  - ヴァルキリープロファイル2 シルメリア - ゲームデザイン
- ラジアータ ストーリーズ - 監修
- エンド オブ エタニティ - シナリオ
- イグジストアーカイヴ -The Other Side of the Sky- - ディレクター、シナリオ